# Igor (cráter)

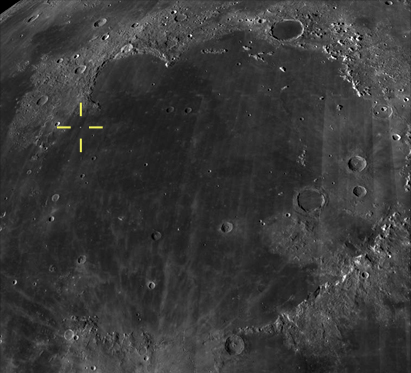
Igor es uno de los doce cráteres lunares localizados en el noroeste del Mare Imbrium

Igor es un pequeño cráter de impacto localizado en la parte noroeste del Mare Imbrium, en el lado noroeste de la cara visible de la Luna. Se encuentra al norte de Slava, casi al sur de Gena y al sureste de Kostya. Los elementos más destacables de la zona son el Promontorium Heraclides (30 km al norte) y el cráter C. Herschel (150 km al sur-sureste) del área explorada por el Lunojod 1.

## Descripción
El cráter lleva el nombre de la forma rusa del nombre masculino nórdico Ingvar. Es uno de los 12 nombres de cratercillos situados en el área recorrida por el Lunojod 1, aprobados por la Unión Astronómica Internacional (UAI) el 14 de junio de 2012.
El módulo terrestre de la misión soviética Luna 17 cruzó el borde noreste del cráter a mediados de febrero de 1971, cuando pasó al norte después de visitar el cráter Slava y se dirigió al norte de Gena. La ubicación y la trayectoria del módulo de aterrizaje fueron determinados por Albert Abdrakhimov el 17 de marzo de 2010, basándose en una imagen tomada por el Lunar Reconnaissance Orbiter.